# Hadrotarsus ornatus
Hadrotarsus ornatus är en spindelart som beskrevs av Hickman 1943. Hadrotarsus ornatus ingår i släktet Hadrotarsus och familjen klotspindlar. Inga underarter finns listade i Catalogue of Life.